# Reinhold Franz (Politiker)
Reinhold Franz (* 11. Oktober 1922 in Lahsisken, Oberschlesien; † unbekannt) war ein deutscher Politiker und Funktionär der DDR-Blockpartei Demokratische Bauernpartei Deutschlands (DBD).

## Leben
Reinhold Franz war der Sohn einer Landarbeiterfamilie und wurde nach dem Besuch der Volksschule und der Landwirtschaftsschule Landarbeiter. Er half zunächst in der elterlichen Landwirtschaft und machte sich später als Landwirt selbständig. Franz trat der DBD bei, in deren Kreisvorstand er in Geithain gewählt wurde.
Von 1954 bis 1963 war er Mitglied der DBD-Fraktion der Volkskammer der DDR.